# Tumpeun
Tumpeun is een bestuurslaag in het regentschap Aceh Utara van de provincie Atjeh, Indonesië. Tumpeun telt 419 inwoners (volkstelling 2010).